# Questo dolce museo
Questo dolce museo è il secondo album solista di Alessandro Fiori, pubblicato nel settembre 2012 da Urtovox Records.

## Il disco
L'album è stato anticipato dalla pubblicazione, avvenuta nel mese di maggio, di un EP omonimo. Il disco è dedicato a Sandro Neri, amico aretino di Fiori morto nel 2010 a causa dell'alcolismo.
Nel settembre 2013 l'album viene inserito nella rosa dei cinque finalisti della Targa Tenco nella categoria "album dell'anno". Tuttavia il premio va a Niccolò Fabi per Ecco.
Il 4 ottobre 2013 viene pubblicato il video di Mi hai amato soltanto diretto da Francesco Faralli.

## Tracce
1. Scusami - 3.16
2. Giornata d'inverno - 3.42
3. Ti annunci piangendo - 2.58
4. Coprimi - 3.16
5. Il vento - 3.56
6. Il gusto di dormire in diagonale - 3.47
7. Mi hai amato soltanto - 4.49
8. Bambina - 3.11
9. Via da Industria - 4.06
10. Sandro Neri - 4.25
11. Tigre in strada - 2.53

## Formazione
- Alessandro Fiori - voce, violino, tastiere, glockenspiel, chitarra acustica, synth, sampler
- Alessandro “Asso” Stefana - chitarre, basso
- Emanuele Maniscalco - batteria
- Sebastiano De Gennaro - vibrafono, marimba